# Гіпсова кірка
Гі́псова кі́рка (рос. гипсовая корка, англ. gypsum crust, нім. Gipskruste f) — щільні або з кавернами, тверді в сухому стані кірки з пухких осадових гірських порід, зцементованих гіпсом або гіпсом у суміші з карбонатами.
Гіпсові кірки виникають у аридних і семіаридних областях в результаті капілярного підняття збагачених сульфатами ґрунтових вод з їх наступним випаровуванням.
Зустрічаються у найбільш безводних районах пустель Північної Америки, Середньої та Центральної Азії, Північної Африки та Центральної Австралії.